# مهدي آذر اليزدي
مهدي آذري اليزدي المتخلص بـآذر والمعروف بـآذر اليزدي (18 مارس 1922 - 9 يونيو 2009) كاتب قصصي وشاعر إيراني. اختار أسلوبا خاصا في كتابة قصصه ويعتبر من أبرز الكتاب أدب الأطفال في الأدب الإيراني في قرن العشرين.

## حياته
ولد مهدي آذري يوم 18 مارس 1922 في حي خُرَّم شاه بمدينة يزد الإيرانية في عائلة عريقة. كان والده علي أكبر خان زارعاً متديناً وجده رشيد الآذر زرادشتيا اعتنق الإسلام. أخذ العلوم العربية والدينية في بلده. نشرت أول شعر له في مجلة رنگارنگ في 1941 وهاجر إلی طهران في 1944 ثم امتهن تصوير وكتابة وبيع الكتب. وفي عام 1956 بدأ كتابة القصة للأطفال. 

في عام 2000 بسبب كتابة القصص القرآنية والدينية، لقب بـ«خادم القرآن» وأقام له تكريمات في مناسبات عديدة. قال عنه الرئيس محمد خاتمي إن دوره في تاريخ [الأدب الفارسي] أكثر من نصف قرن لن ينسى أبدا.

توفي في 9 يونيو 2009 في طهران. وقال محمد علي إسلامي ندوشن عن حياته: «من الأمثلة المحزنة. طالما كان على قيد الحياة، لا أحد اعتنى به وعندما مات، رفعوه.»

## مؤلفاته
- دروس التصوير الفوتوغرافي
- دروس الشطرنج
- قصص جيدة للأطفال جيدون : كتبت في ثمانية مجلدات استنادا إلى عدة أعمال الأدب الفارسي، بما في ذلك كليلة ودمنه، غوليستان، مثنوي معنوي، مرزبان-نامه، سنباد نامه، قابوس-نامه، مقالات شمس تبريزي، جامع الحكايات، سياست-نامه، وبعض القصص من القرآن وحياة نبي محمد والأربعة عشر معصوم. حصل لجائزة اليونسكو عام 1966.
- حكايات جديدة من الكتب القديمة